# 21586 Pourkaviani
21586 Pourkaviani este un asteroid din centura principală de asteroizi.

## Descriere
21586 Pourkaviani este un asteroid din centura principală de asteroizi. A fost descoperit pe 26 septembrie 1998 la Socorro, New Mexico, în cadrul proiectului LINEAR. Asteroidul prezintă o orbită caracterizată de o semiaxă mare de 3,09 ua, o excentricitate de 0,14 și o înclinație de 1,8° în raport cu ecliptica.